# Serie binomială
În matematică, seriile binomiale sunt serii Taylor asociate la binomul lui Newton în cazul exponenților fracționari (1 + x) α pentru x de modul subunitar, unde α este număr complex. 
Altfel spus, dezvoltarea binomului este o sumă infinită - seria:
{\displaystyle {\begin{aligned}(1+x)^{\alpha }&=\sum _{k=0}^{\infty }\;{\alpha  \choose k}\;x^{k}\qquad \qquad \qquad (1)\\&=1+\alpha x+{\frac {\alpha (\alpha -1)}{2!}}x^{2}+\cdots ,\end{aligned}}}
iar seria binomială este seria de puteri din membrul drept al (1), exprimată cu ajutorul coeficienților binomiali generalizați:
{\displaystyle {\alpha  \choose k}={\frac {\alpha (\alpha -1)(\alpha -2)\cdots (\alpha -k+1)}{k!}}.}
Datorită modulului subunitar al lui x termenii cu exponenți progresiv crescători sunt progresiv mai mici, tinzând spre zero și pot fi ignorați în funcție de precizia dorită în calcul.